# آب‌انبار میرشریف
آب‌انبار میرشریف مربوط به دوره تیموریان است و در شهرستان لارستان، بخش خنج، خیابان رودخانه میر شریف واقع شده و این اثر در تاریخ ۱۹ مرداد ۱۳۸۴ با شمارهٔ ثبت ۱۲۷۰۷ به‌عنوان یکی از آثار ملی ایران به ثبت رسیده‌است.